# 帝国主义
现代汉语术语帝国主义的主要意思有两类，分别为社会主义阵营和资本主义阵营所用，前者所着重的是实施方的经济垄断性，后者强调实施者的对外侵略性；纵然中文写法一样，其实翻译来源是不同的概念，于是出现了这种同词异义的现象。

## 社会主义阵营理论

### 《现代汉语词典》
“帝国主义”被定义做：
资本主义发展的最高阶段。它的基本特征是垄断代替了自由竞争，形成金融寡头的统治。
指帝国主义国家。

### 毛泽东思想
毛泽东认为，修正主义国家或「社会帝国主义国家」也可以实施帝国主义政策。他在关于帝国主义在中国侵略方面谈论到“帝国主义列强侵略中国，在一方面促使中国封建社会解体，促使中国发生了资本主义因素，把一个封建社会变成了一个半封建的社会；但是在另一方面，它们又残酷地统治了中国，把一个独立的中国变成了一个半殖民地和殖民地的中国。”

### 列寧的帝國主義論
列寧在1917年發表《帝国主义是资本主义的最高阶段》一書，共分十章，從經濟觀點較有系統地探討了帝國主義。他的結論是：帝国主义政策多在资本主义国家被实施，而且只有资本主义国家才有基础实行帝国主义，帝国主义是垄断的、寄生的、腐朽的、垂死的资本主义，是资本主义发展的最高和最后阶段。
在列寧此後不久的另一篇文章《帝國主義和社會主義運動中的分裂》中，他做出了更簡要的勾勒：
1. 帝國主義是資本主義的一個特殊歷史階段，這個特點分三個方面
  1. 帝國主義是壟斷的資本主義；
  2. 帝國主義是寄生的或腐朽的資本主義；
  3. 帝國主義是垂死的資本主義。壟斷代替自由競爭，是帝國主義的根本經濟特徵，是帝國主義的實質。
2. 壟斷制表現五種主要形式；
  1. 成立卡特爾、辛迪加和托拉斯；生產集中達到了產生這種資本家壟斷同盟的階段；
  2. 大銀行占壟斷地位，3—5家大銀行支配著美、法、德三國的全部經濟生活；
  3. 原料產地被各托拉斯和金融寡頭佔據（金融資本是同銀行資本融合的壟斷工業資本）；
  4. 國際卡特爾開始（在經濟上）瓜分世界。這種國際卡特爾的數目已超過100個，它們控制著整個世界市場，並且「和睦地」進行瓜分（在戰爭還沒重新瓜分它以前）。資本輸出作為一種非常典型的現象，和非壟斷資本主義時期的商品輸出不同，它同從經濟上，從政治和領土上瓜分世界有著密切的聯繫；
  5. 從領土上瓜分世界（瓜分殖民地）已經完畢。

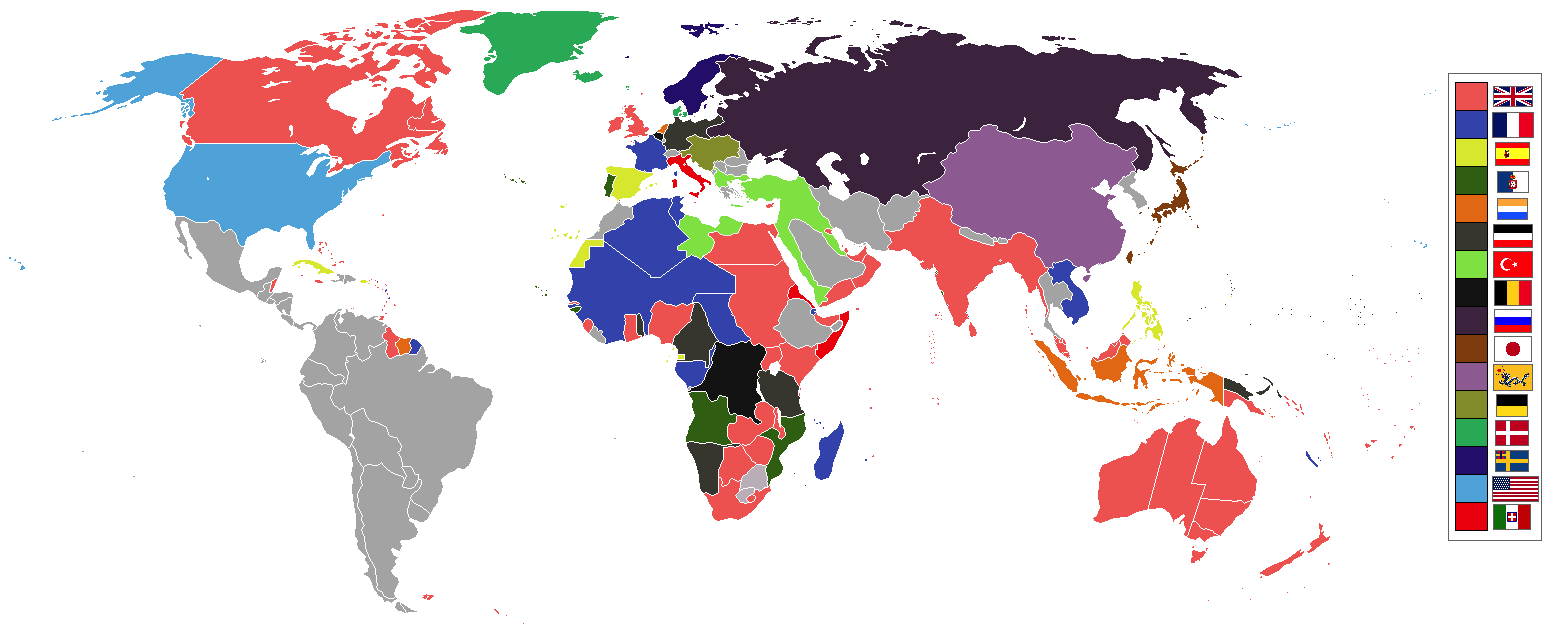
1898年的帝國主義列強勢力圖

自第二次世界大戰後，西方國家對第三世界的政治及軍事干預轉趨細緻，但是這套富國輸出資本、在經濟上壓榨窮國的框架仍吸引了不少學者及左派人士。後起的依賴理論、世界體系理論等等，均可視為帝國主義論的餘緒。

## 资本主义阵营理论

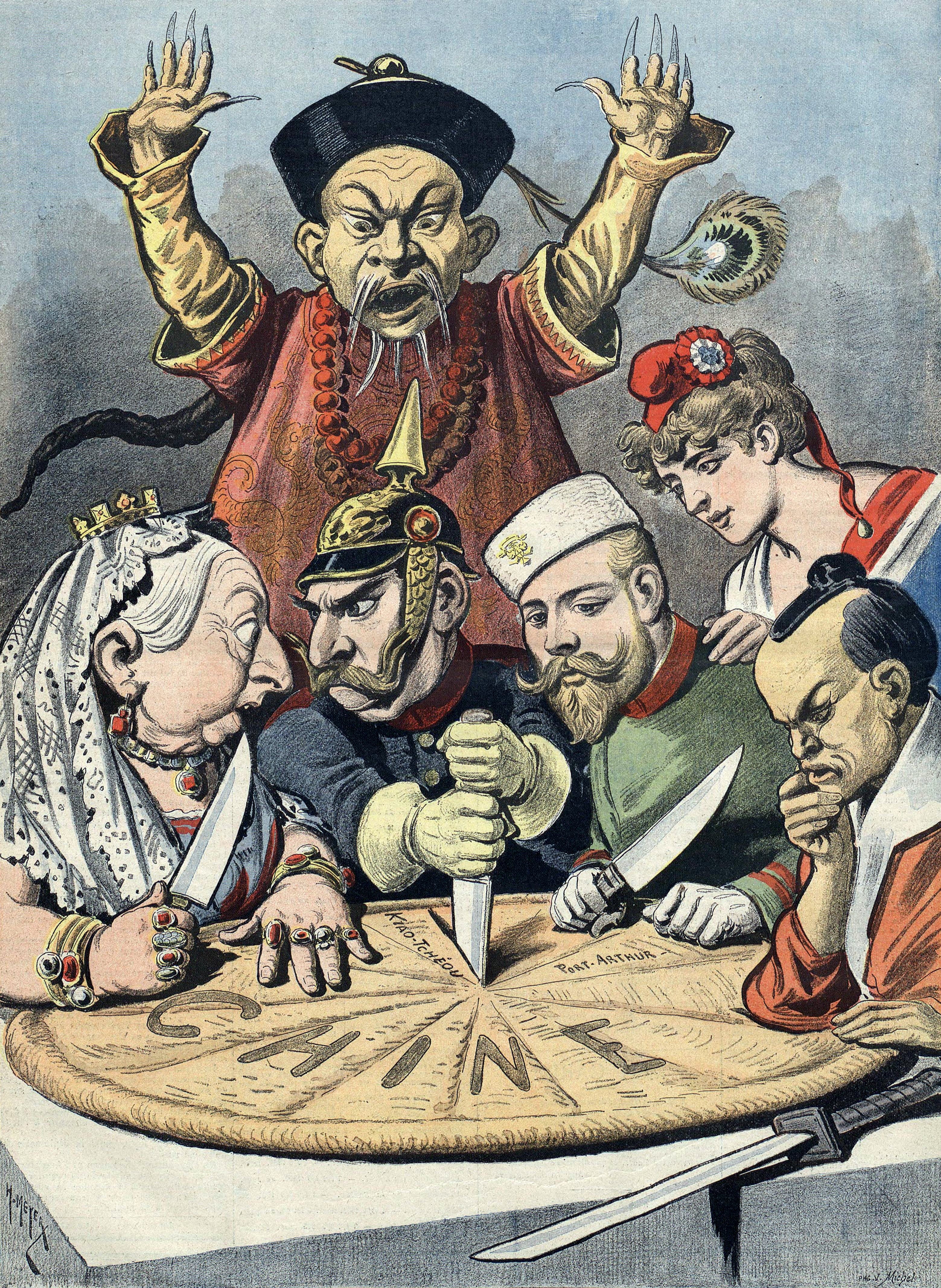
新兴欧洲诸帝国（代表英国的维多利亚女王、代表法国的瑪麗安娜、代表德意志帝国的威廉二世、代表俄罗斯帝国的尼古拉二世及代表大日本帝国的武士）瓜分旧帝国：中华帝国，代表清廷的清装官员惊惶却無能為力
著名的法國諷刺漫畫，繪於1890年代後期。

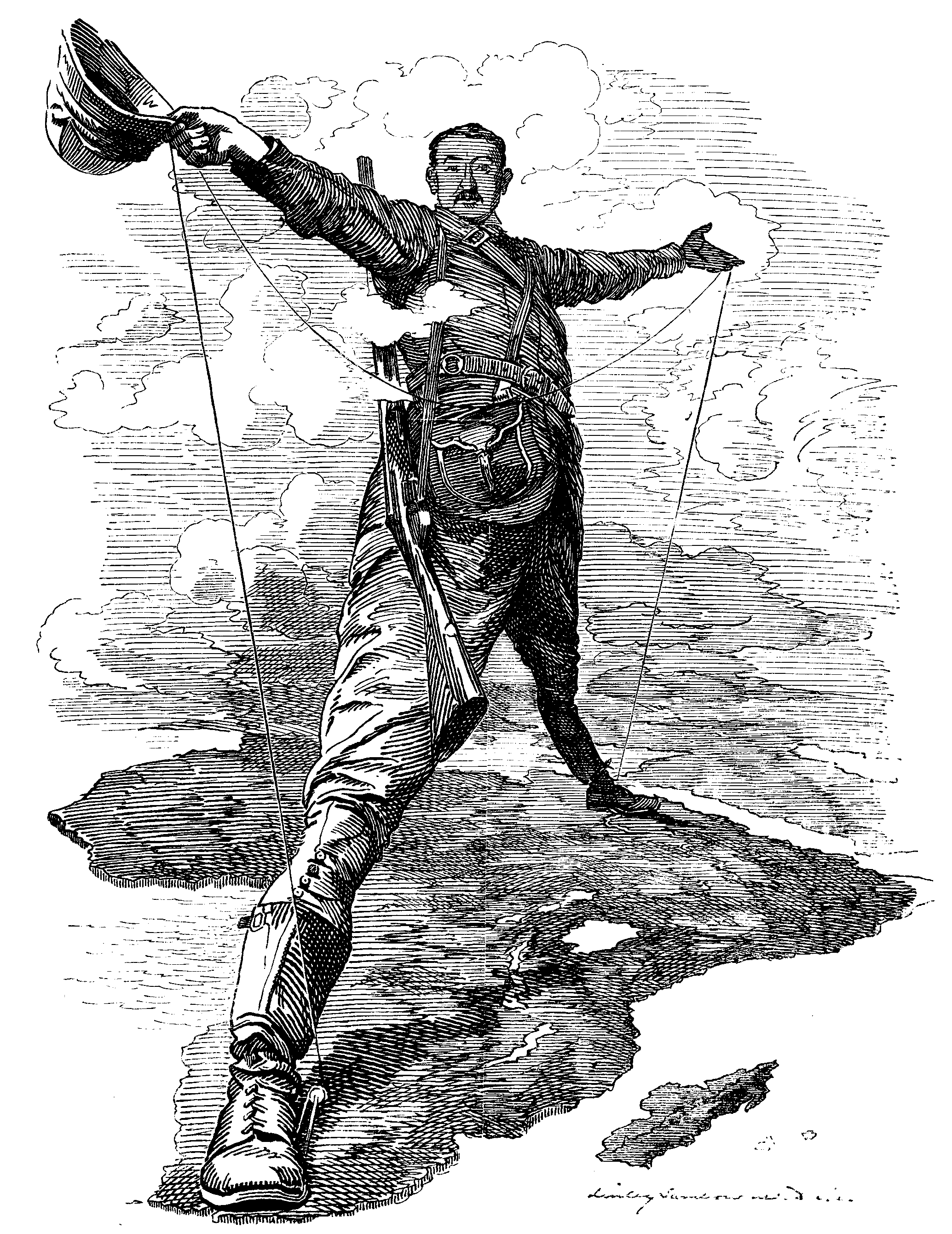
殖民主義者塞西尔·罗兹及其希望自北到南貫通非洲的開羅－開普敦鐵路計劃，塞西尔·罗兹成立了戴比爾斯公司，擁有不列颠南非公司，非洲國家辛巴威的前身羅德西亞也因此而得名

帝国主义是一种政治主张或实践，主要内容是一個國家通过夺取其他國家的领土和奴役其人民建立经济及政治霸权，凌驾于别国之上。
帝國主義一詞帶貶意及負面的，因為在被佔領的國家中，大多數人受到剝削，只有極少數的人從中得利。帝國主義經常被認為在道德上應受譴責，而且這個詞經常在國際宣傳中被用來譴責和詆毀對手的外交政策。
帝国主义是「一個國家的政策，藉由殖民、軍事或其他手段擴張其國力及其影響力」。帝国主义對現今的世界有很大的影響。像西方國家及日本在十九世紀及二十世紀所實行之新帝國主義對亞洲及歐洲的政治、經濟地位。學者對帝国主义準確的定義仍有爭議，像爱德华·萨义德就用此詞來描述一個由中心國家及周圍國家形成，有支配和從屬關係的系統。
牛津字典對帝国主义的定義是「不平等的人類及領土的關係，一般會以是帝国的形式出現，基於優勢及主導的行為，將權力及控制延伸到其他國家的人民。」。帝国主义是一種意識形態，不僅強調政治主導權，也重視征服其他國家，使影響力擴張。帝国主义特別著重在一個國家可以掌控另一個國家。帝国主义也有分為「正式」及「非正式」的，正式的帝国主义是指實體控制或是完全的殖民統治。非正式的帝国主义不會如此直接，但仍然是有力的控制方式。
美國社會學家劉易斯·塞繆爾·福耶爾將帝国主义分為二類：一種是「回歸式帝國主義」（regressive imperialism），其中只有征服、剝削、減少或消滅不想要的族群，讓想要的族群移居到國家以內，納粹德國即為這類的例子。另一種是「漸進式帝國主義」（progressive imperialism），是以世界主義為基礎，希望可以提昇所謂的「落後社會」，淘汰所征服領土中的生活水準及文化，使其中的人民融入帝國社會中，像羅馬帝國及大英帝國即為這類的帝國。

### 詞源
帝國主義這個詞起源於拉丁詞「imperium」，這意味著「至高無上的權力」，「主權」，或「統治」。它在1870年代首次在英國變得流行，當時它帶有負面的含義。此前，該術語曾被用來描述拿破崙三世試圖通過外國軍事干預獲得政治支持的行為。該術語過去和現在主要適用於在19世紀和20世紀，西方和日本在世界上的政治和經濟主導地位，特別是在亞洲和非洲。其確切含義繼續受到學者們的廣泛爭論。

### 历史
历史上的罗马帝国、阿拉伯帝國、土耳其帝國、中華帝國、蒙古帝国、波斯帝国、英国、法兰西帝国、亞歷山大帝國、俄罗斯帝国、美国等及二战中的轴心国纳粹德国、意大利王国、大日本帝国等，都有以武力扩张领土，掠夺被占领土国家的资源，奴役当地人民，在此基础之上直接强权统治当地人民，或者建立起当地人的傀儡政权按照侵略者的意愿代理行使强权统治从而建立起本地人在武力胁迫下的政治经济霸权的行为，因此也可以叫做“帝国主义国家”。但“帝国主义”一词，是近代欧洲开始殖民征服世界后才正式出现。
帝国主义的形态不局限于对领土的占领和直接的政治统治，有着更为广泛的涵义。帝国主义的本质在于强者对弱者的赤裸裸的剥削而非其采用的手段，如：以技术或者经济优势建立起技术和经济话语权也可被认为是帝国主义的可能形态之一。
历史上，大国的帝国主义更为引人关注，但是帝国主义并非强国的专利，小国往往也会有着惊人的帝国主义梦想。1978年12月，越南进攻柬埔寨就是其“印度支那联邦”战略的一个具体体现。

### 孫中山的帝國主義論
孫中山對於帝國主義的論述，起先於興中會時期，在清朝在馬關條約後，認為统治階層無能及列强的威迫令中國陷入飽受列強瓜分的困境，孫中山所領導的革命黨人，認為令中國積弱慘受列強欺侮的根源在清朝，極力游说列強不要瓜分中國與支持革命黨推翻清朝，至1912年建立中華民國。
於1924年，在對於三民主義的演講上，對於帝國主義提出較為具體的論述：
1. 帝國主義是以政治力對於其他民族的征服
  1. 政治力的形式為「武力」與「外交」。
  2. 在西方勢力未進入東亞以前，漢為東亞唯一帝國主義國家，例如漢代張騫與班固。而漢代中國形式，相比於西方武力是「霸道」，轉以「平天下」的「王道」模式。
2. 20世紀經濟力輔導帝國主義實踐
  1. 以原先政治力為基礎，透過「經濟力」進行隱侵略。
  2. 在中國，透過簽訂不平等條約，列強取得關稅與銀行優勢，對中國進行經濟力侵略，使得中國處於「次殖民地」地位。
3. 新中國的外交政策為「濟弱扶傾」
  1. 中國強盛後，不應當學列強專事帝國主義模仿他國，而是要輔助弱小民族，抵抗世界列強。

前述要點，孫中山在1924年在日本神戶的「大亞洲主義」的演講中，做出了極為深刻總結。指出西方挾船堅炮利侵略是功利強權的「霸道」文化，東方中國是感化懷德的「王道」文化。中日為亞洲最大民族，應當對於世界有所責任，武裝是用於自衛的，聯合亞洲所有民族抵制西方侵略。而孫中山的國事遺囑也再次強調「...必須喚起民眾及聯合世界上以平等待我之民族，共同奮鬥。」

### 環境決定論
環境決定論曾成為一些國家統治其他地區及人民的道德理由。此論點認為一個地區人民的行為是由其地區的環境及氣候所決定，因此產生了統治這些地區的有效性。例如認為住在熱帶地區的人「較不文明」，因此殖民是正當的，帶有文明使命。在歐洲殖民主義在美洲、亞洲、非洲三波殖民主義時，即用此方式將當地人民分類。
若將全世界依氣候分類，環境決定論認為北美及大西洋中部的氣候會造成較勤勞、道德和正直的人，而地中海氣候會造成較懶散、性濫交的文化，在道德上也比較低落，非洲撒哈拉沙漠以南的氣候則會造成較孩子氣的個性。因此歐洲人的入侵是要來幫助這些地區的人，因為他們無法面對他們本身的挑戰。

### 歷史上的帝国主义

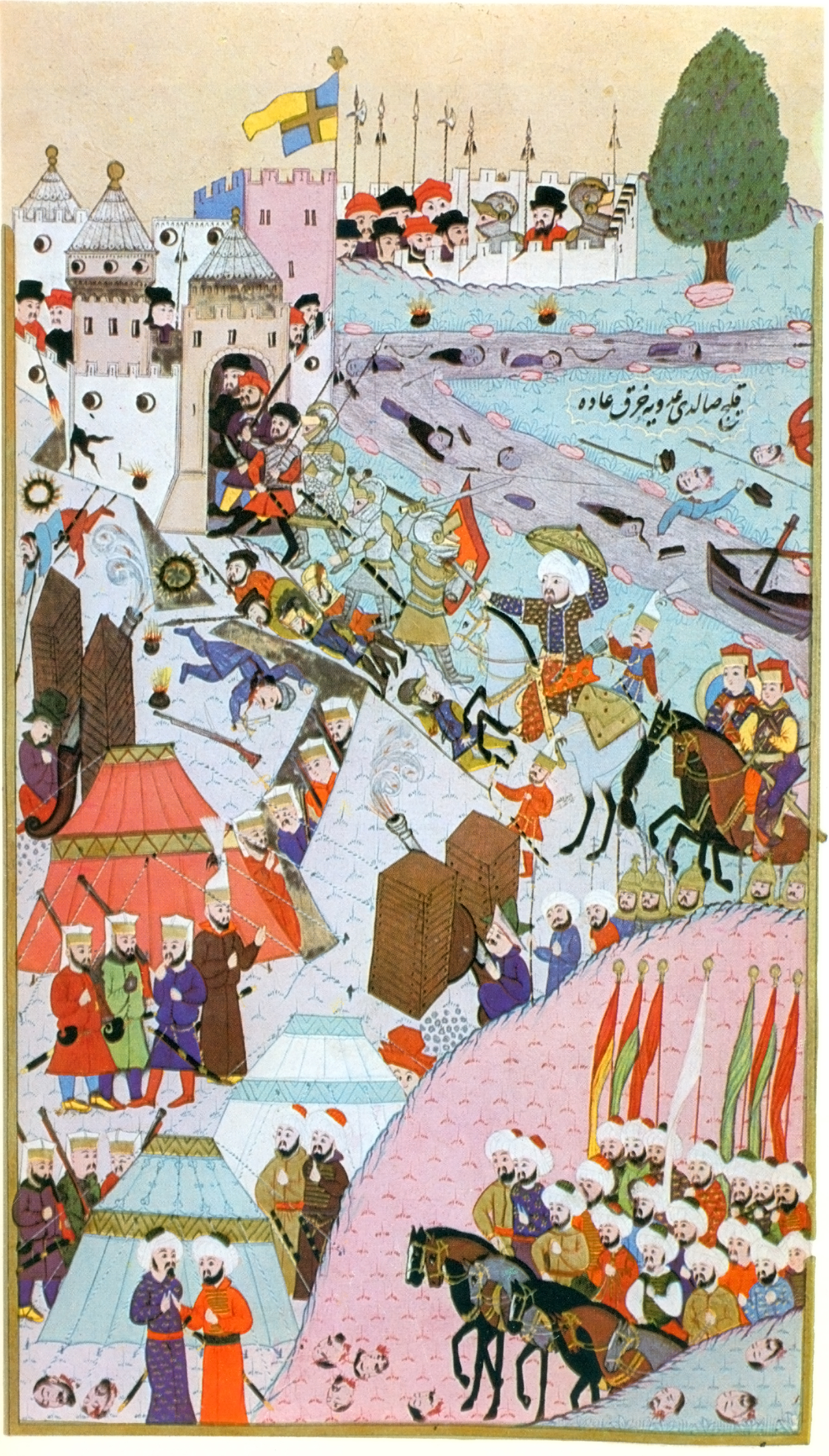
歐洲的奧斯曼帝國戰爭

曾被认为是实施帝国主义的有：亚述、匈奴、罗马帝国、古希臘、中華帝國、突厥汗國、拜占庭帝国、波斯帝国、奥斯曼帝国、古埃及、大英帝国、法国、德国、蒙古、意大利、日本、奥匈帝国、俄罗斯、美国、苏联、印度等。像蒙古的成吉思汗統治各國時，帝国主义即為其中基本的元素。歷史上已知的穆斯林帝國即有數十個，撒哈拉以南非洲在歐洲殖民之前，也有許多帝国，像埃塞俄比亚帝国、奧約帝國、阿散蒂王国、卢巴帝国、倫達帝國及穆塔帕帝國。哥倫布前的美洲也有像阿茲特克、印加帝國之類的大帝国。
文化帝國主義是指若一個國家在其社會制度及文化上有其影響力（即軟實力），因此用其影響力而改變另一個國家在道德、文化及社會上的價值觀。文化帝國主義不只是外國音樂、電視劇或電影等會在年輕人中風行的娛樂而已，而是整體的流行文化，使人們對生活的期待及對自己國家的渴望越來越接近流行文化中描繪的外國。例如在冷戰時期，Dallas影集中描繪的美國生活就改變了羅馬尼亞人對生活的期待。更近的是韓國影片在朝鮮的風行。軟實力在專制政權中仍有其影響力，因此專制政權會禁止外來流行文化的影響、管制網路及衛星天線。文化帝國主義也不是近代的產物，罗马帝国也會特意向當地的精英階級表示罗马文化及生活方式的好處及奢華，目的是讓他們比較願意支持罗马帝国。

### 其他國家的帝國主義

#### 英國
英國的帝國主義在十五世紀時已經開始，在1599年成立了英屬東印度公司，第二年伊莉莎白女王給予特許權。英屬東印度公司建立印度的貿易據點，貿易實力和之前已在印度設置貿易據點的葡萄牙相當。1767年的政治活動造成對東印度公司的剝削，也影響了當地的經濟，甚至幾乎讓英屬東印度公司破產。
1670年英國也在洪都拉斯、安地卡島、巴巴多斯、牙买加及新斯科舍等地建立了殖民地。
由於歐陸國家帝国主义的野心，英國及法國有數次的衝突，像兩國在加拿大的殖民即為一例。乔瓦尼·卡博托以英國為名，命名為紐芬蘭島，而法國在圣劳伦斯河河畔建立殖民地，稱為「新法蘭西」。
英國也在紐西蘭及澳洲建立殖民地，當時這些地區已有原住民，有自身的土地及文化。英國建立了這些大英國協的國家，其中有共通的國家認同。
在十九世紀末，在第二次波爾戰爭爆發前夕，英國國內曾經出現了一群被稱為自由帝國主義者的主戰派人士。

#### 法國

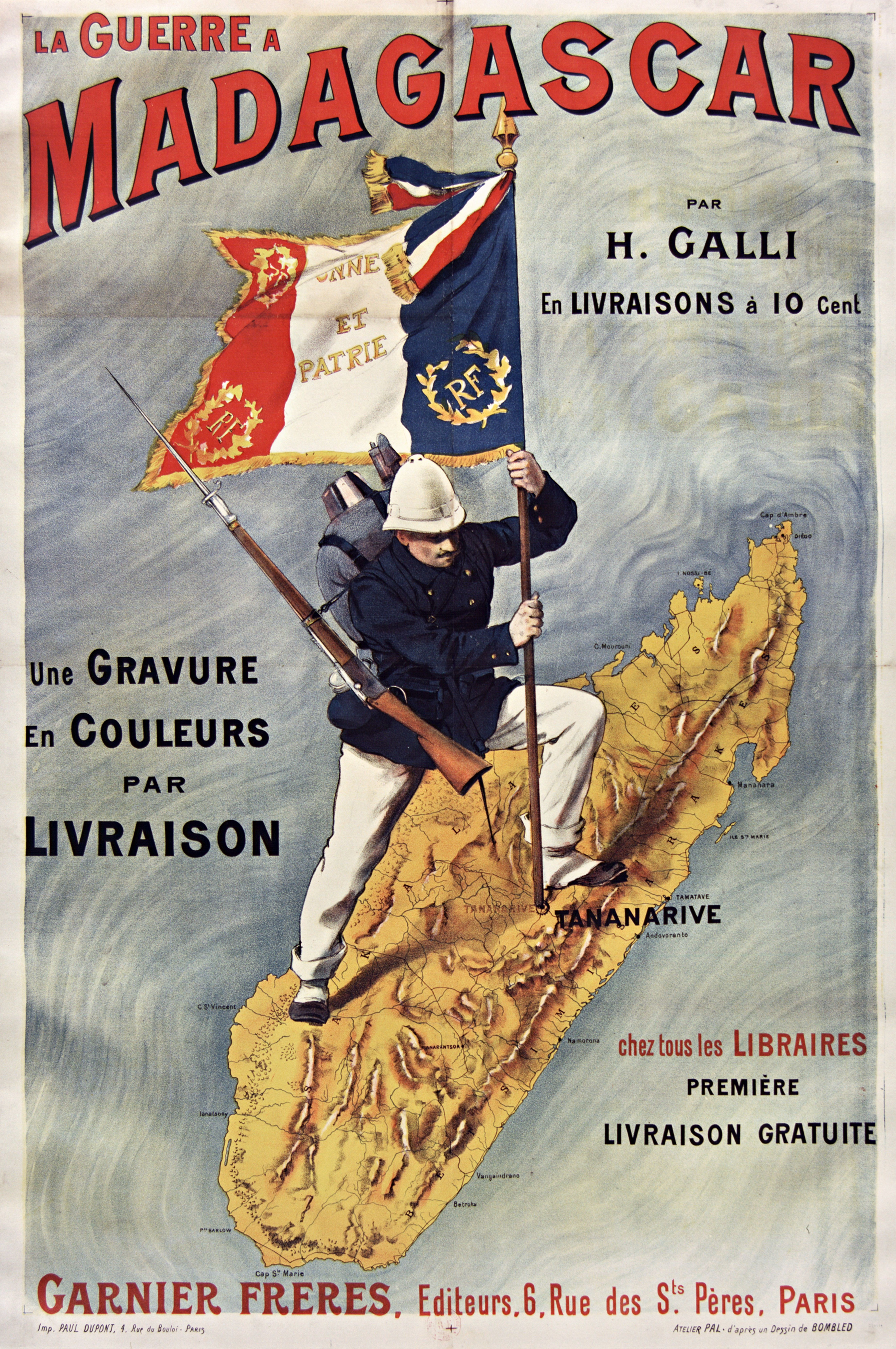
法国-马达加斯加战争的法國海報

法蘭西殖民帝國為後世稱呼法國與其殖民地的統稱，常依時代被分為第一及第二殖民帝國。法蘭西第一殖民帝國在美洲建立了新法蘭西，開始了法國在美洲的殖民，之後17世紀在非洲及亞洲建立了殖民地，亞洲的是由法國東印度公司管理，但在1763年失去了許多的殖民地，殖民帝國大衰。第二個殖民帝國在1830年攻占阿爾及爾時重建，在1962年阿爾及利亞開始獨立時結束。法國歷史的特點是許多大大小小的戰爭，也是這些戰爭使法國成為殖民國家。在19世紀及20世紀時，法國是第二大的殖民帝國，僅次於大英帝国，面積最大是在1920年代及1930年代，為12,347,000 km2，面積約佔世界陸地面積的1/10，在二次大戰前，人口有一億一千萬人，約為當時世界人口的5%。

#### 德國
德國的帝国主义始於十九世紀。在拿破崙戰敗後，普魯士參與了歐洲協調，後來統一了奧地利外的日耳曼民族，在普法戰爭後成立了德意志第二帝國。普魯士王國首相奥托·冯·俾斯麦(1862–90)一直反對殖民，認為殖民地的獲得、維持等成本超過可以從殖民地的獲利，而且會讓德國遠離其主要關注的地區，歐陸本身。
德國民眾希望德國用建立殖民地來提昇名望，俾斯麦因此被迫執行殖民政策。由1884年建立德屬新幾內亞開始，德國也開始發展自己的殖民地。德屬東非、膠州灣租借地也曾是德國的殖民地。
納粹德國及納粹黨試圖在歐亞大陸建立大德意志的計劃失敗，在二次大戰後分為東德及西德兩國，在柏林圍牆倒下後才重獲統一。

#### 日本
日本近代帝国主义的发展分为三个阶段：
第一阶段是孕育形成阶段，从明治政府成立起到西南战争结束的1877年。在这期间，日本确立和巩固了以天皇为中心的中央集权政府，建立起帝国主义的经济基础，建立了帝国主义的武装和警察、监狱，并开始对外实行侵略扩张。
第二阶段是近代日本帝国主义体制完全确立阶段，以陆军卿山县有朋发布《军人训诫》和《参谋本部条例》的1878年至日本发动甲午战争的1894年。这一时期，日本在政治、军事、经济、文化思想各领域均确立起帝国主义体制。
第三阶段是发展与演变阶段，从1895年在甲午海战中击败大清国至1945年在太平洋战争中被盟军击败。日本近代帝国主义确立后，几乎是每5年就对外用兵一次，而在1936年军政府上台后，则是近代日本帝国主义的极端表现形式。

#### 中国
中国帝国主义、中华帝国主义等词被用于描述中国政治、经济、文化和影响力向中国境外扩张的情况。这个词可能具体指代扩张过程中的扩张主义思想、戰狼外交和新权威主义。一些人认为如今的中华人民共和国是一个帝国主义国家，比如菲律宾共产主义、反政府武装新人民軍、日本共產黨、一些毛派组织及新左派（特别是一些中國新左翼）。中国在非洲的建设亦有时被指责为“新殖民主义”。

## 外部連結
- 林書揚，《帝國主義簡論》 （页面存档备份，存于）